# Dutch Baby

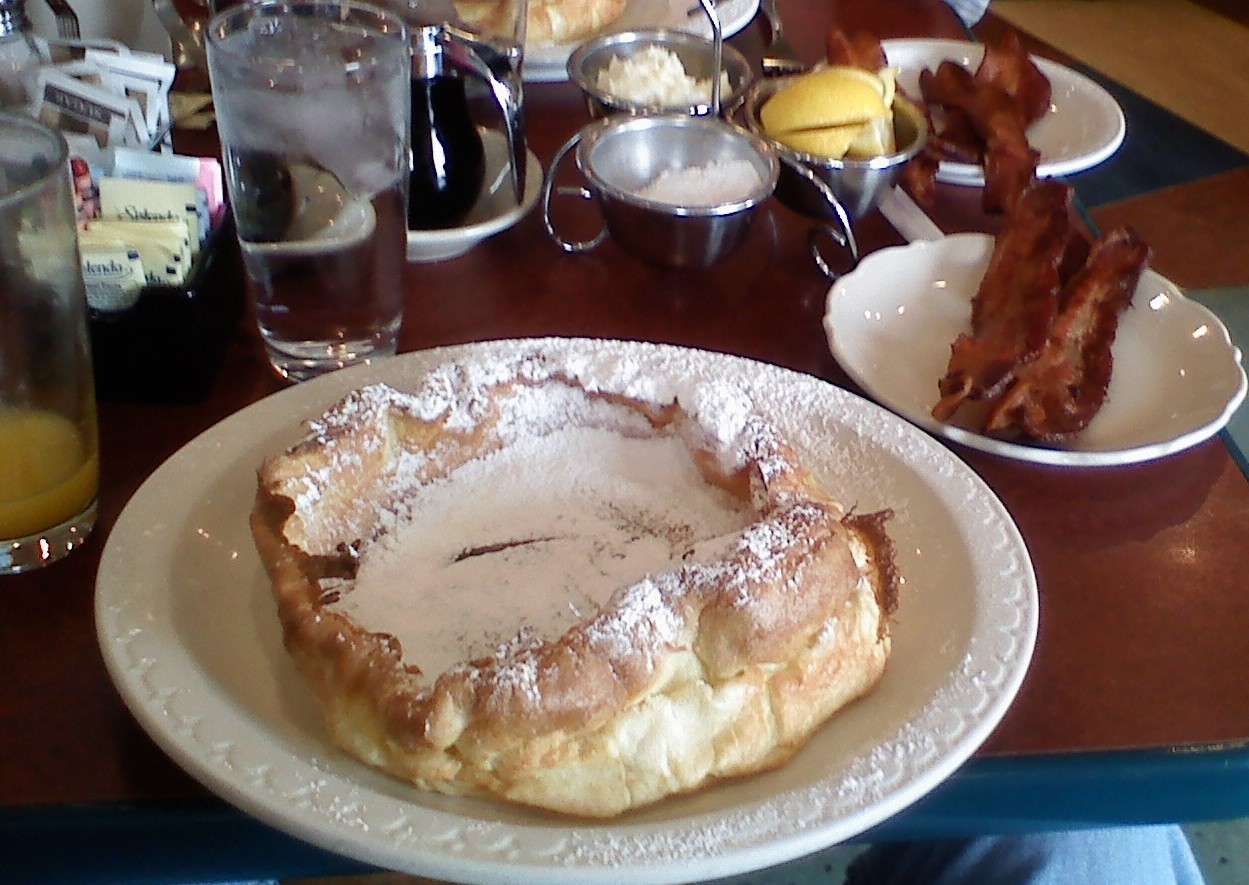

Ein Dutch Baby ist eine amerikanische Art Soufflé-Pfannkuchen und wird gewöhnlich im Backofen oder auf dem Herd zubereitet. Es hat Ähnlichkeit mit Pfitzauf oder Yorkshire Pudding.
Der Name Dutch Baby beruht auf einer Unachtsamkeit im amerikanischen Sprachgebrauch und meint mit Dutch (englisch: niederländisch) eigentlich deutsch; daher auch die Bezeichnung German pancake (deutscher Pfannkuchen). Jedoch sind weder Bezeichnung noch Gebäck in Deutschland oder den Niederlanden geläufig. Möglicherweise entstand der Name auch in Anlehnung an Dutch Oven.

## Zubereitung
Die Masse aus Eiern, Milch, Mehl und etwas Salz kommt in eine ausgefettete Backform. Durch den hohen Gehalt an Eiern geht ein Dutch baby beim Backen stark auf und fällt dann wieder zusammen. Die Mitte bleibt dabei weich und nur der Rand wird knusprig. Ein Dutch Baby wird sofort heiß serviert, mit Zitronenscheiben, Puderzucker oder Ahornsirup. Die Mitte wird oft auch mit frischem oder gekochtem Obst gefüllt.